# EEPROM

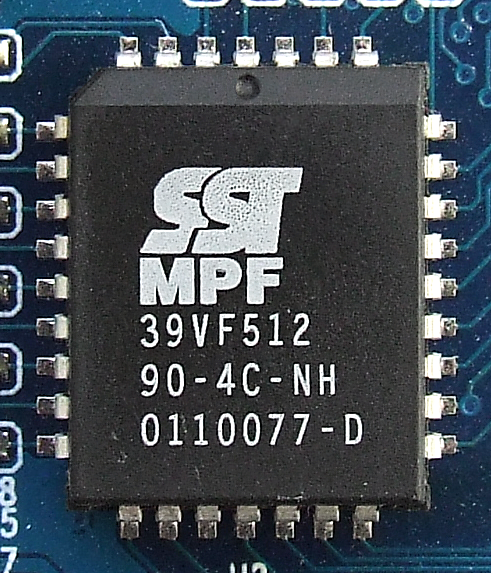
IC bộ nhớ flash EEPROM công nghệ lưu trữ silicon (SST) 39VF512

EEPROM (tiếng Anh: Electrically Erasable Programmable Read-Only Memory) là một chip nhớ không bay hơi thường dùng trong các máy tính và các thiết bị di động để lưu trữ một lượng dữ liệu thấp và cần thiết thay đổi nội dung được. EEPROM thuộc loại "bộ nhớ không mất dữ liệu khi ngừng cung cấp điện" (non-volatile storage).

## Tổng quan
Có thể nói EEPROM là công nghệ mới nhất của ROM mà điều khác biệt cơ bản là chúng có khả năng xoá được bằng phương pháp lập trình mà chúng không cần đến các thiết bị chuyên dụng như các thế hệ trước của nó. Bằng cách sử dụng EEPROM (hoặc flash ROM) người ta có thể dễ dàng xoá bỏ các chương trình được nạp trên nó của các bo mạch chủ trong máy tính cá nhân mà không cần thêm một thao tác cơ học nào khác kể cả tháo vỏ máy tính. EEPROM còn giúp các thiết bị khác (board mạch mạng, board mạch đồ hoạ, wireless access points, bộ định tuyến,...hoặc trong điện thoại, thiết bị giải trí số cá nhân...) có thể nâng cấp firmware mà không cần thay đổi chip nhớ, việc mà trước kia người ta thường thực hiện gắn chip trên các đế để có thể thay thế sau này bằng cách gỡ bỏ chúng và thay bằng chip khác.

## So sánh với các thể loại
| Loại       | Mất dữ liệu khi mất điện | Khả năng ghi                          | Cỡ xoá         | Xoá nhiều lần  | Tốc độ                             | Giá thành (theo byte) |
| ---------- | ------------------------ | ------------------------------------- | -------------- | -------------- | ---------------------------------- | --------------------- |
| SRAM       | Có                       | Có                                    | Byte           | Không giới hạn | Nhanh                              | Đắt                   |
| DRAM       | Có                       | Có                                    | Byte           | Không giới hạn | Vừa phải                           | Vừa phải              |
| Masked ROM | Không                    | Không                                 | Không sẵn sàng | Không sẵn sàng | Nhanh                              | Không đắt             |
| PROM       | Không                    | Một lần, yêu cầu thiết bị chuyên dụng | Không sẵn sàng | Không sẵn sàng | Nhanh                              | Vừa phải              |
| EPROM      | Không                    | Có, nhưng cần thiết bị chuyên dụng    | Toàn bộ        | Giới hạn       | Nhanh                              | Vừa phải              |
| EEPROM     | Không                    | Có                                    | Byte           | Giới hạn       | Nhanh cho đọc, chậm cho xoá và ghi | Đắt                   |
| Flash      | Không                    | Có                                    | Sector         | Giới hạn       | Nhanh cho đọc, chậm cho xoá và ghi | Vừa phải              |
| NVRAM      | Không                    | Có                                    | Byte           | Không giới hạn | Nhanh                              | Đắt                   |